# Faidon Gizikis
Faidon Dimitriou Gizikis (Grieks: Φαίδων Γ κιζίκης) (Volos, 13 juni 1917 - Athene, 27 juli 1999) was een Grieks militair en politicus.
Luitenant-generaal Gizikis, opperbevelhebber van het Eerste Leger, pleegde op 25 november 1973 samen met generaal Dimitrios Ioannidis een militaire staatsgreep tegen het bewind van kolonel Georgios Papadopoulos. Drie dagen voor die datum was hij tot luitenant-generaal bevorderd. Gizikis werd president en benoemde Adamandios Androutsopoulos tot premier.
Na het aanvaarden van het presidentschap voerde hij besprekingen met Konstandinos Karamanlis, de belangrijkste oppositieleider, over de terugkeer van de democratie in Griekenland. In juli 1974 werd Karamanlis premier van een overgangsregering, nadat generaal Davos van het Derde Legerkorps Gizikis had gedwongen een burgerregime in te stellen. In december 1974 trad Gizikis als president af ten gunste van Michail Stasinopoulos.